# 暗绿绣眼鸟
斯氏繡眼 ，台灣俗稱綠繡眼，香港俗稱相思，是雀形目绣眼鸟科的一种鸟类。主要分布於中國東部、台灣、越南北部、馬來半島、蘇門答臘及婆羅洲。該物種已被引入至南加州各地。

## 分類
斯氏繡眼於1861年由英國博物學家羅伯特·斯文豪正式描述，並被賦予二名法名稱Zosterops simplex。 該屬Zosterops由博物學家尼古拉斯·艾爾沃德·維格和托馬斯·霍斯菲爾德於1827年引入。屬名結合了古希臘語詞語zōstēros（意為「腰帶」或「束帶」）和ōpos（意為「眼睛」）。種小名simplex來自拉丁語，意指「簡單」或「純樸」。
此物種先前曾被視為日菲繡眼（Zosterops japonicus） 的亞種群，但基於2018年發表的分子系統發育學研究結果，已被提升至物種層級。
現認可的五個亞種包括：
- （R. Swinhoe, 1861） – 繁殖于中国东部（从甘肃最南部向东至江苏，向南至云南东部、广西、广东和福建）、台湾和越南东北部；北部种群为迁徙性，从中国东南部至泰国和印度支那中部越冬。
- （哈特特, 1923） – 分布于海南。
- （羅賓遜和克洛斯, 1919） - 分布于泰国南部和马来半岛北部和中部的东海岸。
- （查森, 1935） – 分布于泰国-马来半岛西部和东南部的沿海森林，苏门答腊岛，廖内群岛，邦加岛和纳土纳群岛；西婆罗洲沿海的种群暂时分类为该亚种，但可能是一个独立的分类群。
- （邁耶, AB和 威格斯沃斯, 1894） – 分布于恩加諾島和Mega Islands（西苏门答腊岛附近）。[9]

## 特征
暗绿绣眼鸟体重约11.29克，翼长约53.5毫米，嘴峰长约13.3毫米，喙宽度约2.8毫米，喙厚度约2.8毫米，跗蹠长约15.4毫米，尾长约36.5毫米。暗绿绣眼鸟在其分布区内为留鸟，其栖息在半开放的高大树木组成的森林中，食性为杂食性。

## 文化
暗绿绣眼鸟是中華民國高雄市的市鳥。